# سانت إيليا بيانيسي
سانت إيليا بيانيسي (بالإيطالية: Sant'Elia a Pianisi)‏ هي كومونا في مقاطعة كمبباسة في منطقة مليزة الإيطالية.